# Royal Football Club Écaussinnes
Maillots
Dernière mise à jour : 11/12/2024.
Le Royal Football Club Écaussinnes est un club de football belge, localisé dans la commune d'Écaussinnes, en province de Hainaut. Le club porte le matricule 646. Au cours de son Histoire, il a disputé 7 saisons dans les séries nationales, toutes en Promotion. Lors de la saison 2017-2018, il évolue en troisième provinciale.

## Histoire
Le Football Club Écaussinnes est fondé le 15 novembre 1924, et rejoint rapidement l'Union Belge. Le club débute un an plus tard au plus bas niveau dans les championnats régionaux. En décembre 1926, le club reçoit le matricule 646. Le 5 novembre 1953, le club est reconnu « Société Royale », et prend le nom de Royal Football Club Écaussinnes. Trois ans plus tard, il franchit une nouvelle étape dans son Histoire, en rejoignant pour la première fois la Promotion, le quatrième niveau national.
Pour sa première saison en nationales, le RFC Écaussinnes se maintient aisément, terminant à la onzième place. Le club se stabilise en milieu de classement, obtenant son meilleur classement en 1960 avec une sixième place. La situation du club se complique ensuite, et il n'assure son maintien que de justesse l'année suivante. Après une saison plus tranquille, le club sombre ensuite en 1963, terminant dernier de sa série. Après sept saisons consécutives en Promotion, le club est relégué en première provinciale. Il n'est plus jamais remonté en nationales depuis. Pire, il continue de descendre dans la hiérarchie durant les décennies suivantes, jusqu'à tomber en quatrième provinciale, le plus bas niveau du football belge. Il évolua  à ce niveau jusqu'à la saison 2013-2014 au terme de laquelle le RFC Écaussinnes fut sacré champion de sa série, invaincu en remportant 26 de ses 28 matches et ne concédant que 2 matches nuls. Lors de l'exercice 2014-2015, le club évoluera en 3e provinciale série C regroupant une majorité de clubs issus de la région du centre. 9 ans plus tard, les U17 d'Écaussinnes remportent 19 matchs, leur offrant une première place au classement.

## Résultats dans les divisions nationales
Statistiques mises à jour au 21 juin 2013

### Bilan
| Niv | Divisions     | Jouées | Titres | TM Up | TM Down |
| --- | ------------- | ------ | ------ | ----- | ------- |
| I   | 1re nationale | 0      | 0      |       |         |
| II  | 2e nationale  | 0      | 0      |       |         |
| III | 3e nationale  | 0      | 0      |       |         |
| IV  | 4e nationale  | 7      | 0      |       |         |
| V   | 5e nationale  | 0      | 0      |       |         |
|     |               |        |        |       |         |
|     | TOTAUX        | 7      | 0      | 0     | 0       |

- TM Up : test-match pour départager des égalités, ou toutes formes de Barrages ou de Tour final pour une montée éventuelle.
- TM Down : test-match pour départager des égalités, ou toutes formes de Barrages ou de Tour final pour le maintien.

### Classements saison par saison
| Ordre               | Saison    | Nom du club     | Niveau            | Classement final | Remarques |
| ------------------- | --------- | --------------- | ----------------- | ---------------- | --------- |
| 1                   | 1956-57   | RFC Écaussinnes | Promotion série B | 11e/16           |           |
| 2                   | 1957-58   | RFC Écaussinnes | Promotion série B | 8e/16            |           |
| 3                   | 1958-59   | RFC Écaussinnes | Promotion série B | 11e/16           |           |
| 4                   | 1959-60   | RFC Écaussinnes | Promotion série A | 6e/16            |           |
| 5                   | 1960-61   | RFC Écaussinnes | Promotion série B | 13e/16           |           |
| 6                   | 1961-62   | RFC Écaussinnes | Promotion série B | 10e/16           |           |
| 7                   | 1962-63   | RFC Écaussinnes | Promotion série D | 16e/16           | Relégué!  |
| séries provinciales |           |                 |                   |                  |           |
| 8                   | 2024-2025 | RFC Écaussinnes | P3 Hainaut        |                  |           |

### Sources et liens externes
- (nl) « Fiche de l'équipe », sur Belgian Soccer Database
- Site officiel du club